# Mínimos cuadrados parciales en modelos de ruta
Los mínimos cuadrados parciales en modelos de ruta (partial least squares path modeling o PLS-PM por sus siglas en inglés) es un método perteneciente a la familia de los mínimos cuadrados parciales en modelos de ecuaciones estructurales (partial least squares structural equation modeling o PLS-SEM por sus siglas en inglés). Ambos métodos a su vez forman parte de las ecuaciones estructurales, que permiten estimar complejas relaciones de causa y efecto entre variables latentes.

## Visión general
PLS-PM es método de estimación basado en componentes que se diferencia del enfoque basado en covarianzas del modelado con ecuaciones estructurales. En este sentido el PLS-PM no ajusta un modelo de factor común a los datos, en lugar de ello ajusta un modelo compuesto. De esta manera, PLS-PM maximiza la cantidad de varianza explicada, aunque no existe un acuerdo en cuanto a cómo se logra esta característica. Adicionalmente, a través del ajuste de mínimos cuadrados parciales, se hace posible estimar consistentemente modelos de factores comunes también. Este nuevo enfoque es llamado PLS Consistente o PLSc. Por otro lado, PLS-PM puede ser usado para realizar predicciones fuera de una muestra.
El PLS-SEM está compuesto de dos sub-modelos: el modelo de medida y modelo estructural. El modelo de medida representa las relaciones entre el dato observado y las variables latentes. El modelo estructural representa las relaciones entre las variables latentes.
Un algoritmo iterativo soluciona la ecuación estructural del modelo estimando las variables latentes por medio de medidas y el modelo estructural en etapas alternas, por lo tanto el procedimiento obtiene el nombre de parcial. El modelo de medida estima las variables latentes como una suma ponderada de sus variables manifiestas. El modelo estructural estima las variables latentes mediante regresiones lineales simples o múltiples entre las variables latentes estimadas por el modelo de medida. Este algoritmo se repite hasta que la convergencia se consigue.
Con la disponibilidad de aplicaciones de software, PLS-SEM se ha vuelto particularmente popular en disciplinas de ciencias sociales como contabilidad, negocio familiar, marketing, sistemas de información de la administración, administración de operaciones, administración estratégica, y turismo. Recientemente, áreas como ingeniería, ciencias medioambientales, medicina, y ciencias políticas utilizan PLS-SEM para estimar modelos con complejas relaciones de causa y efecto con variables latentes. Así,  se analizan, exploran y prueban modelos conceptuales y teóricos.
PLS es visto de forma crítica por diversos investigadores metodológicos. Un punto importante de crítica se relaciona con el rechazo a la hipótesis de que el PLS siempre puede ser utilizado con muestras muy pequeñas. Un estudio reciente sugiere que esta crítica está generalmente injustificada y propone dos métodos para la valoración de la muestra mínima en PLS. Otro punto de contienda es la manera ad hoc en qué PLS ha sido desarrollado y la carencia de pruebas analíticas para apoyar su característica principal: la distribución de  ponderaciones por muestreo. Aun así, PLS-SEM es todavía considerado preferible (sobre CB-SEM) cuándo  es desconocido si la naturaleza de los datos es de factor común o compuesto.